# Bercimuel
Bercimuel – gmina w Hiszpanii, w prowincji Segowia, w Kastylii i León, o powierzchni 12,17 km². W 2011 roku gmina liczyła 46 mieszkańców.